# Jean Claude Nicolas Forestier
Jean Claude Nicolas Forestier (Aix-les-Bains, 9 gennaio 1861 – Parigi, 26 ottobre 1930) è stato un architetto francese, specializzato nell'architettura del paesaggio.

## Opere
Discepolo del barone Haussmann e di Jean-Charles Alphand, trascorse gran parte della sua carriera a Parigi, dove sviluppò i giardini del Campo di Marte sotto la Torre Eiffel e dove nel 1925 divenne ispettore dei giardini per l'Esposizione internazionale di arti decorative.
Nel 1925 si trasferì a L'Avana per cinque anni dove progettò i giardini del Campidoglio, ridisegnò il Paseo del Prado e lavorò al piano generale della città, con l'obiettivo di realizzare un equilibrio armonico tra le forme classiche ed il paesaggio tropicale. A L'Avana ebbe una grande influenza ma molte delle sue idee non furono realizzate a causa della Grande depressione del 1929.
In Spagna progettò diversi parchi e giardini, alcuni come il Parco di María Luisa a Siviglia per l'Esposizione Iberoamericana del 1929 e l'urbanizzazione della montagna di Montjuïc in vista dell'Expo 1929 di Barcellona.